# Женерал-Майнард
Женерал-Майнард (порт. General Maynard)  —  муниципалитет в Бразилии, входит в штат Сержипи. Составная часть мезорегиона Восток штата Сержипи. Входит в экономико-статистический  микрорегион Байшу-Котингиба. Население составляет 2586 человек на 2006 год. Занимает площадь 18,1 км². Плотность населения — 142,87 чел./км².

## История
Город основан в 1963 году.

## Статистика
- Валовой внутренний продукт на 2004 составляет 8.261.889,00 реалов (данные: Бразильский институт географии и статистики).
- Валовой внутренний продукт на душу населения на 2004 составляет 3.266,86 реалов (данные: Бразильский институт географии и статистики).
- Индекс развития человеческого потенциала на 2000 составляет 0,671 (данные: Программа развития ООН).